# Berto Camlek
Berto Camlek, slovenski motociklistični dirkač, * 30. april 1970, Velenje, † 9. avgust 2015, Hungaroring, Mogyoród, Madžarska.
Berto Camlek je svojo dirkaško kariero začel leta 1980 v mladinski konkurenci. Osvojil je več naslov slovenskega državnega prvaka in naslov avstrijskega prvaka. Osemkrat je nastopil na dirkah v  razredu Svetovnega prvenstva superbike (WSBK). 9. avgusta 2015 se je smrtno ponesrečil v starosti 45 let na dirki za alpsko-jadransko prvenstvo na Hungaroringu v nesreči po štartu dirke.